# Milorad Pavić
Milorad Pavić (kyrilliska: Милорад Павић), född 15 oktober 1929 i Belgrad, död 30 november 2009 i Belgrad, var en serbisk författare, poet, översättare och litteraturhistoriker.
Pavić utexaminerades från universitetet i Belgrad och doktorerade senare i litteraturhistoria vid universitetet i Zagreb. Sin akademiska bana började vid Sorbonne och senare Wien. Han undervisade också vid universiteten i Novi Sad, Freiburg, Regensburg och Belgrad innan han började ägna hela sin tid åt sitt författarskap.

## Verk
Hans litterära debut kom 1967. Det finns över 80 översättningar av Pavićs verk på många olika språk. Fem av hans mest kända verk har översatts till engelska:
- Dictionary of the Khazars: A Lexicon Novel
- Landscape Painted With Tea
- Inner Side of the Wind
- Last Love in Constantinople
- Unique Item

Översättningar till svenska:
- Kazarisk uppslagsbok: lexikonroman i 100000 ord (översättning av Adolf Dahl), Stockholm 1988 (originaltitel: Hazarski rečnik: Roman-leksikon u 100.000 reči)
- För alltid och en dag: en teatermeny (översättning av Jon Milos), Kristianstad 1994 (originaltitel: Zauvek i dan više: pozorišni jelovnik)
- Vindens insida eller Romanen om Hero och Leander (översättning av Jon Milos), Stockholm 1995 (originaltitel: Unutrašnja strana vetra ili Roman o Heri i Leandru)

Pavić har dessutom skrivit ett stort antal noveller på serbiska samt en pjäs. Han har blivit föreslagen till Nobelpriset av europeiska, amerikanska och brasilianska experter.